# Ширалиева, Тамилла Худадат кызы
Тами́лла Худада́т кызы́ Ширали́ева (азерб. Tamilla Xudadat qızı Şirəliyeva; 8 декабря 1946, Баку — 12 марта 2025, Баку) — советская и азербайджанская балерина, педагог, балетмейстер, народная артистка Азербайджанской ССР (1978), лауреат Государственной премии СССР (1980), кавалер ордена «Слава» (2006).

## Биография
Тамилла Ширалиева родилась 8 декабря 1946 года в Баку Азербайджанской ССР. С детства занималась в хореографическом кружке Клуба медработников, в 1955 году, в возрасте 9 лет, поступила в Бакинское хореографическое училище, где её педагогами стали М. Черникова, Т. Яковлева, Роза Алиевна Худа-кули, а с 7 класса — Гамэр Алмасзаде. В 1964 году на выпускном спектакле Тамилла Ширалиева станцевала Айшу в балете «Семь красавиц» К. Караева и Гюльянак во 2-м акте балета «Девичья башня» А. Бадалбейли.
После окончания училища в 1964 году была принята в балетную труппу Азербайджанского государственного академического театра оперы и балета им. М. Ф. Ахундова. В 1968—1969 годах совершенствовалась в Московском хореографическом училище у педагога С. Н. Головкиной.
На протяжении 25 лет была одной из ведущих солисток балетной труппы Азербайджанского государственного академического театра оперы и балета им. М. Ф. Ахундова. Дебютировала в 1965 году в заглавной партии в балете «Чернушка» А. Аббасова. В 1979 году стала первой исполнительницей в СССР партии Шехерезады в премьерном спектакле балета «Тысяча и одна ночь» Ф. Амирова, за которую в 1980 году была удостоена Государственной премии СССР наряду с другими создателями и исполнителями этого балета. Исполняла ведущие партии в классическом и современном репертуаре, а также принимала участие в гастролях театра по всему СССР и за рубежом: во Франции, Индии, Непале, Цейлоне, Бирме (1969), Италии, Германии, Польше, Марокко, и др. В 1989 году закончила свою артистическую карьеру партией Гульянак в балете «Девичья башня» А. Бадалбейли.
Ещё выступая в качестве балерины, начала педагогическую деятельность, в 1977 году став сначала педагогом, а впоследствии — художественным руководителем Бакинского хореографического училища. Некоторое время являлась доцентом отделения хореографии Азербайджанского института искусств. С 1999 года является педагогом-репетитором, балетмейстером-постановщиком и художественным руководителем балетной труппы Азербайджанского государственного академического театра оперы и балета им. М. Ф. Ахундова.
Тамила Ширалиева долгое время страдала от диабета и перенесла операцию из-за проблем с почками. 12 марта 2025 года она скончалась от мозгового кровоизлияния и была похоронена на Ясамальском кладбище.

### Семья
Сын Теймур.

## Творчество

### Партии
- «Семь красавиц» К. Караева, хореография П. Гусева — Айша
- «Девичья башня» А. Бадалбейли, хореография С. Кеворкова и В. Вронского — Гульянак
- 1965 — «Чернушка» А. Аббасова — Чернушка
- 9 апреля 1969 — «Читра» Ниязи, хореография Н. Даниловой — Читра (первая исполнительница в этом театре)
- 1979 — «Тысяча и одна ночь» Ф. Амирова, хореография Н. Назировой — Шехерезада (премьера балета в СССР, первая исполнительница)
- «Лебединое озеро» П. И. Чайковского — Одетта-Одиллия
- «Дон Кихот» Л. Минкуса — Китри
- «Пахита» Л. Минкуса — Пахита
- «Легенда о любви» А. Меликова, хореография Ю. Григоровича — Мехменэ-Бану
- «Спартак» А. Хачатуряна, хореография Ю. Григоровича — Эгина
- «Тропою грома» К. Караева — Фанни
- «Каспийская баллада» Т. Бакиханова — Нефть
- Хореографическая миниатюра «Мугам» на музыку Н. Аливердибекова, хореография Р. Ахундовой и М. Мамедова — Солистка

### Постановки
- 1999 — «Разъединение» К. Брайса
- 2001 — «Каспийская баллада» Т. Бакиханова (новая хореографическая редакция)
- 2002 — «Путешествие на Кавказ» А. Ализаде
- 2003 — «Пахита» Л. Минкуса
- 30 октября 2004 — «Раст» Ниязи
- 2005 — «Шопениана» на музыку Ф. Шопена, хореография М. Фокина
- 2008 — «Добро и зло» Т. Бакиханова
- 2011 — «Шахеразада» Н. А. Римского-Корсакова (совместно с Т. Боровик)
- 2013 — «Тени Гобустана» Ф. Караева

## Награды и звания
- 1970 — Заслуженная артистка Азербайджанской ССР[3]
- 1978 — Народная артистка Азербайджанской ССР[4]
- 1980 — Государственная премия СССР — за партию Шехерезады в премьере балета «Тысяча и одна ночь» Ф. Амирова, хореография Н. Назировой
- 11 июня 2002 — Персональная стипендия Президента Азербайджанской Республики[5]
- 7 декабря 2006 — Орден «Слава» (Азербайджан)

## Фильмография
- 1976 — «Мугам»
- 1981 — «Тысяча и одна ночь» Ф. Амирова, хореография Н. Назировой, дирижёр Назим Рзаев, спектакль Азербайджанского государственного академического театра оперы и балета им. М. Ф. Ахундова — Шехерезада